# Padrão real
O Padrão Real era uma obra cartográfica de mestria portuguesa produzida secretamente e mantida pela organização da Corte Real Portuguesa no século XVI.
A obra encontrava-se disponível à elite cientifica da época, estando exposta na Casa da Índia. No Padrão Real as novas descobertas dos portugueses eram constantemente adicionadas e cartografadas. O primeiro Padrão Real foi produzido na época de Infante D. Henrique, ainda antes da existência da Casa da Índia.
O Padrão Real da Casa da Índia pendia do tecto na Divisão dos Mapas como a master piece portuguesa, extremamente secreta e guardada de espiões e mercantes estrangeiros.

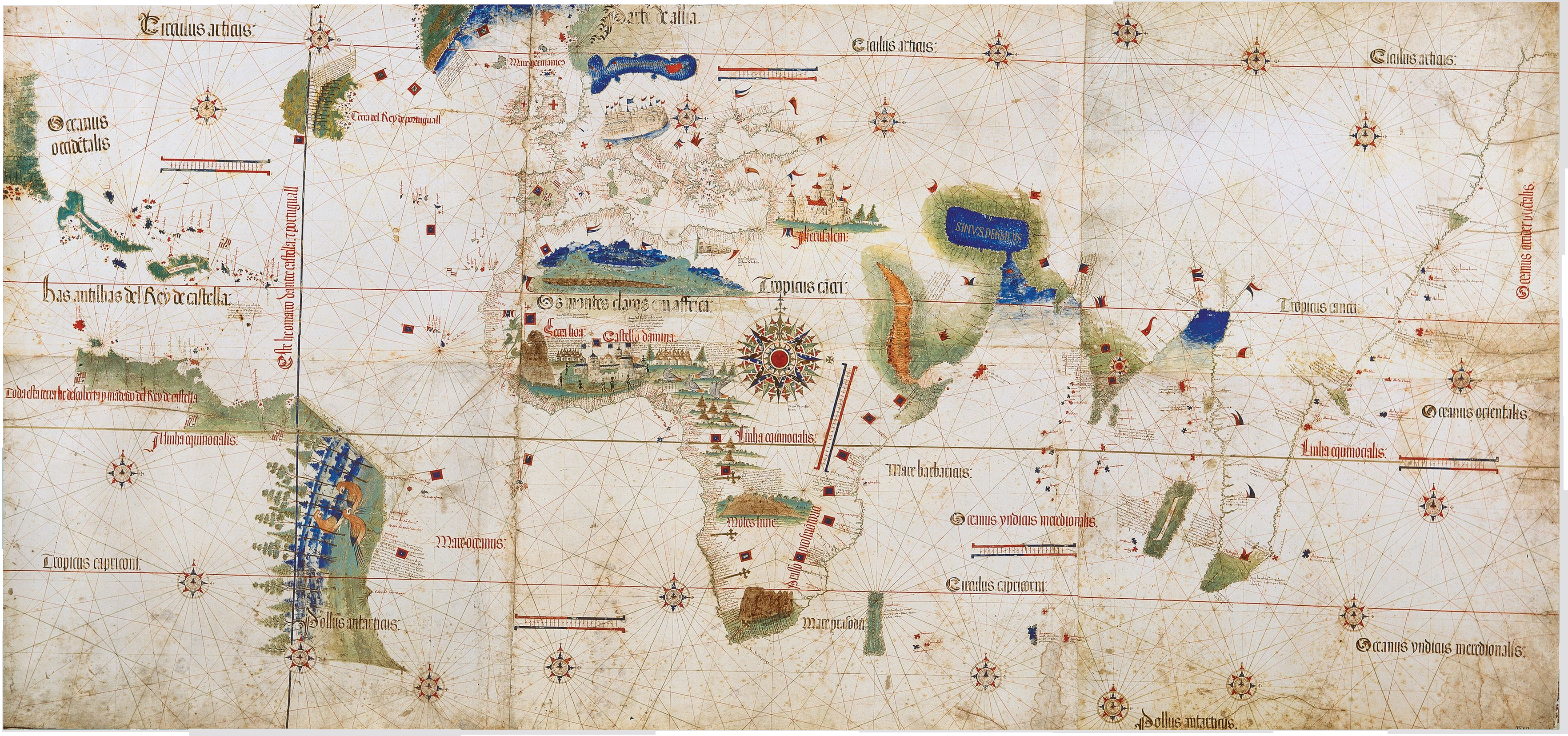
O Planisfério de Cantino (1502), cópia do Padrão Real português

O Real Padrão incluía o registo completo das descobertas portuguesas, públicas e secretas. A Casa da Índia emitia cartas baseadas no Padrão Real aos navegadores em serviço Real.
O Planisfério de Cantino (1502) é uma cópia deste protótipo Real, produzida possivelmente por algum cartografo português subornado. Conjectura-se que Cantino conseguiu subornar um cartógrafo para copiar o mapa entre Dezembro de 1501 e Outubro 1502. A partir de uma carta assinada por Cantino pensa-se que ele enviou o mapa para o Duque de Ferrara em 19 de Novembro de 1502.
O Padrão Real perdeu-se no tempo. No entanto uma cópia (Planisfério de Cantino) ainda existe.

## References
- Note on the Castiglioni Planisphere, Armando Cortesao, Imago Mundi, Vol. 11, 1954 (1954), pp. 53–55
- Harvey, Miles The Island of Lost Maps: A True Story of Cartographic Crime. New York:Random House, 2000. ISBN 0-7679-0826-0. (Also ISBN 0-375-50151-7).